# Вулька-Балтовська
Вулька-Балтовська (пол. Wólka Bałtowska) — село в Польщі, у гміні Балтув Островецького повіту Свентокшиського воєводства.
Населення — 270 осіб (2011).
У 1975-1998 роках село належало до Келецького воєводства.

## Демографія
Демографічна структура на день 31 березня 2011 року:
|          | Загалом | Допрацездатний вік | Працездатний вік | Постпрацездатний вік |
| -------- | ------- | ------------------ | ---------------- | -------------------- |
| Чоловіки | 133     | 25                 | 94               | 14                   |
| Жінки    | 137     | 25                 | 77               | 35                   |
| Разом    | 270     | 50                 | 171              | 49                   |